# Armbouts-Cappel

Armbouts-Cappel este o comună în departamentul Nord, Franța. În 1 ianuarie 2022 avea o populație de 2.097 de locuitori.